# Eesti Televisioon
Eesti Televisioon (česky Estonská televize), zkráceně ETV je veřejnoprávní televizní stanice, se kterou operuje a kterou obsluhuje společnost Eesti Rahvusringhääling. První vysílání se uskutečnilo dne 19. července 1955.

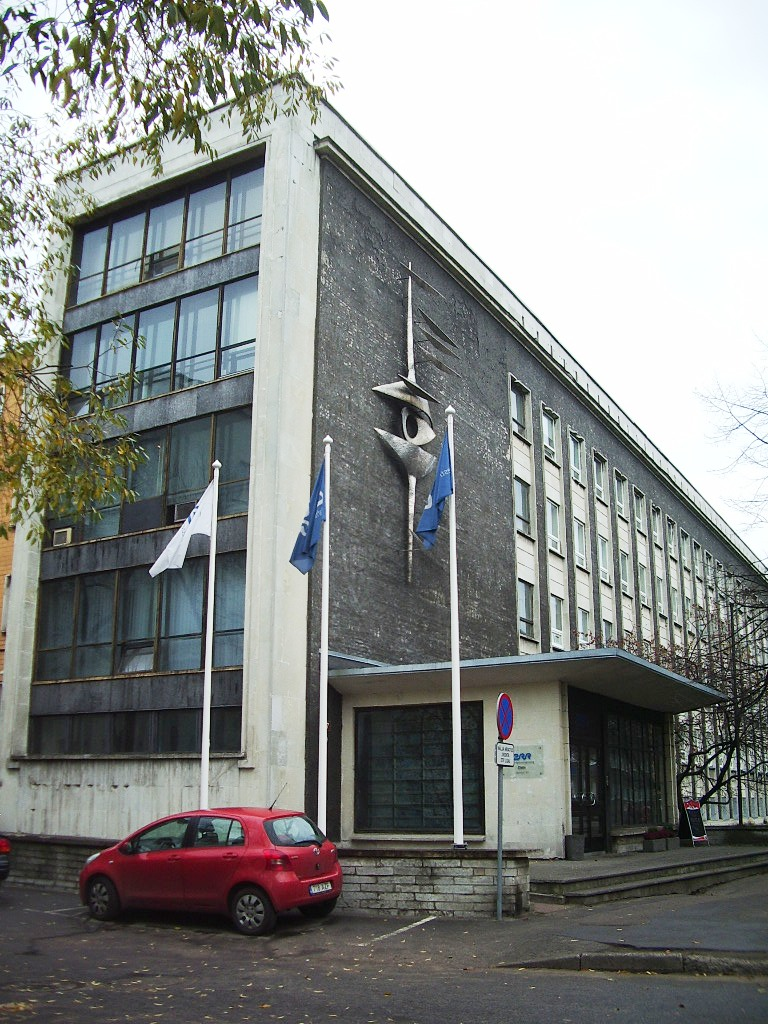
Budova ERR

Převážná část finančních prostředků ETV pochází z pomocného vládního grantu, kolem 15% je financováno z poplatků hrazených estonskými komerčními vysílately, kterým na oplátku dává exkluzivní právo na reklamy v televizní obrazovce ETV. ETV přestala vysílat reklamy v letech 1998-1999 a opět vysílala od roku 2002, protože ceny reklam byli velmi nízké.
Dne 1. ledna 1993 byla přijala jako plnoprávný aktivní člen Evropské vysílací unie v roce 2002 hostila Eurovision Song Contest. Dne 9. ledna 2006 zahájila vysílání zpráv pomocí internetové služby ETV24. Vysílá zprávy na internetu, teletextě, a v noci na ETV.
Dne 1. června 2007 se ETV spojila s ER a vytvořila společnost Eesti Rahvusringhääling, zkráceně ERR. Je zahnuta v zákoně o Estonském veřejnoprávním vysílání, který prošel estonským parlamentem dne 18. ledna 2007. ETV24 byla nahrazena ERR Uudised (Zprávy ERR), nicméně ETV stálé pokračuje ve vysílání pod původním názvem.
Dne 1. července 2010 Estonsko dokončila přechod na digitální pozemní televizní vysílání, ukončením všech analogových služeb. Informační zpráva na obrazovce naznačovalo přechod na staré ETV frekvenci do 5. července 2010.
Zákon o Estonském veřejnoprávním vysílání reguluje činnosti ERR, a to prostřednictvím Rady estonského vysílání nebo Ringhäälingunõukogu, zkráceně EHR. Rada vysílání je nejvyšším řídícím orgánem ERR. Prvním předsedou ERR byl Margus Allikmaa.
Mezi nejznámější novináře ETV patří Maire Aunaste, Anu Välba, Katrin Viirpalu, Reet Linna, Monika Tamla, Kadri Hinrikus, Astrid Kannel, Margus Saar, Aarne Rannamäe, Meelis Kompus, Peeter Kaldre, Mati Talvik, Marko Reikop, Urmas Vaino a další.